# Họ Chuột bìu má
Họ Chuột bìu má (danh pháp khoa học: Heteromyidae) là một họ trong bộ Gặm nhấm (Rodentia) chứa chuột nhảy hai chân, chuột bìu má lông ráp. Phần lớn các loài trong họ này sinh sống trong các hang hốc phức tạp tại khu vực sa mạc và đồng cỏ ở miền tây Bắc Mỹ, mặc dù các loài trong các chi Chuột gai bìu má rừng (Heteromys) và Chuột gai bìu má (Liomys) cũng sinh sống trong các khu rừng và có phạm vi sinh sống tới tận miền bắc Nam Mỹ. Chúng chủ yếu ăn các loại hạt và các bộ phận khác của cây cối, mà chúng có thể tha về hang bằng các túi má của mình.
Mặc dù rất khác nhau về bề ngoài, nhưng các họ hàng gần gũi nhất của chuột bìu má là chuột nang trong họ Geomyidae.

## Phân loại
Hafner và ctv. (2007) tóm tắt các dữ liệu phân tích hình thái và phân tử đã có để đề xuất sơ đồ phân loại như sau:
- Họ Heteromyidae
  - Phân họ Heteromyinae (Chuột gai bìu má)
    - Chi Heteromys: Chuột gai bìu má rừng

  - Phân họ Dipodomyinae (Chuột nhảy hai chân)
    - Chi Dipodomys: Chuột nhảy hai chân
    - Chi Microdipodops: Chuột nhảy hai chân nhỏ

  - Phân họ Perognathinae: Chuột bìu má 
    - Chi Perognathus: Chuột bìu má lông mượt
    - Chi Chaetodipus: Chuột bìu má lông ráp

|  | Dipodomys     |
|  |               |
|  | Microdipodops |
|  |               |

|               | Heteromys                                                   |
|               |                                                             |
| Perognathinae | \| \| Perognathus \| \| \| \| \| \| Chaetodipus \| \| \| \| |
|               | \| \| Perognathus \| \| \| \| \| \| Chaetodipus \| \| \| \| |
|               | Perognathus                                                 |
|               |                                                             |
|               | Chaetodipus                                                 |
|               |                                                             |

|  | Perognathus |
|  |             |
|  | Chaetodipus |
|  |             |

|  | Dipodomys     |
|  |               |
|  | Microdipodops |
|  |               |

|               | Heteromys                                                   |
|               |                                                             |
| Perognathinae | \| \| Perognathus \| \| \| \| \| \| Chaetodipus \| \| \| \| |
|               | \| \| Perognathus \| \| \| \| \| \| Chaetodipus \| \| \| \| |
|               | Perognathus                                                 |
|               |                                                             |
|               | Chaetodipus                                                 |
|               |                                                             |

|  | Perognathus |
|  |             |
|  | Chaetodipus |
|  |             |

Phần lớn các tác giả khác trước đó như Alexander & Riddle (2005); Patton (2005) coi Liomys như là chi khác biệt với Heteromys.

## Hình ảnh

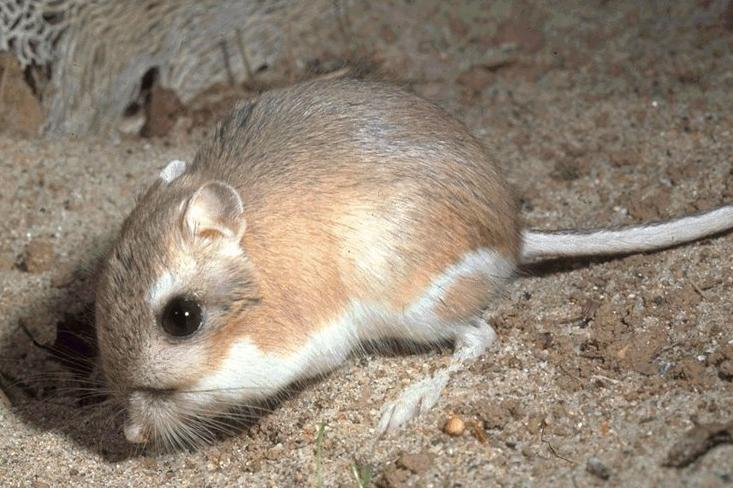
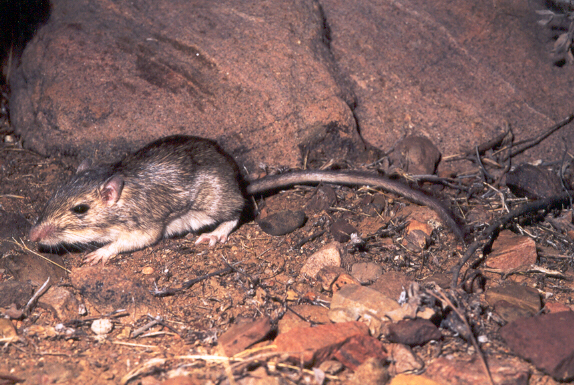
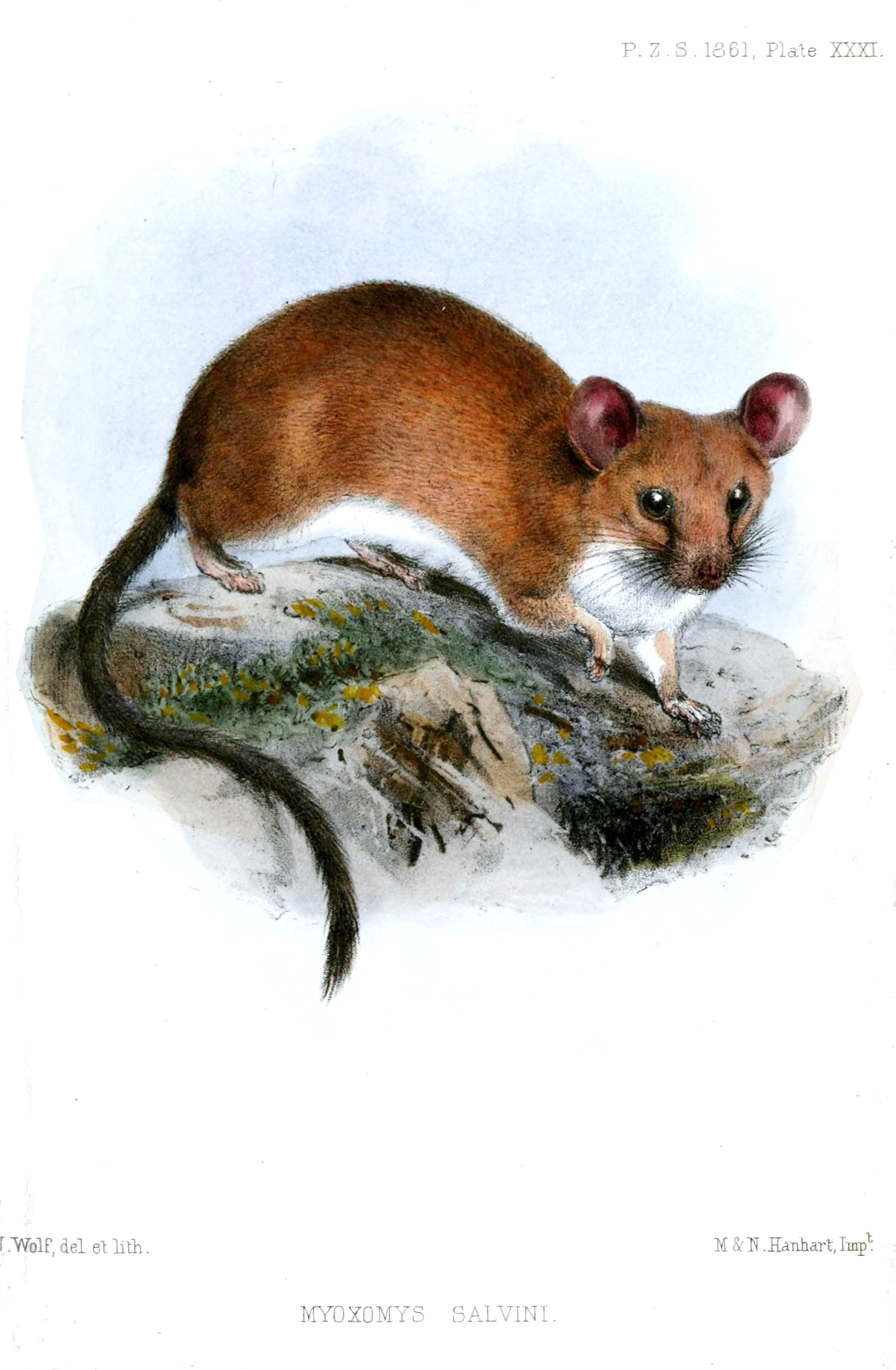
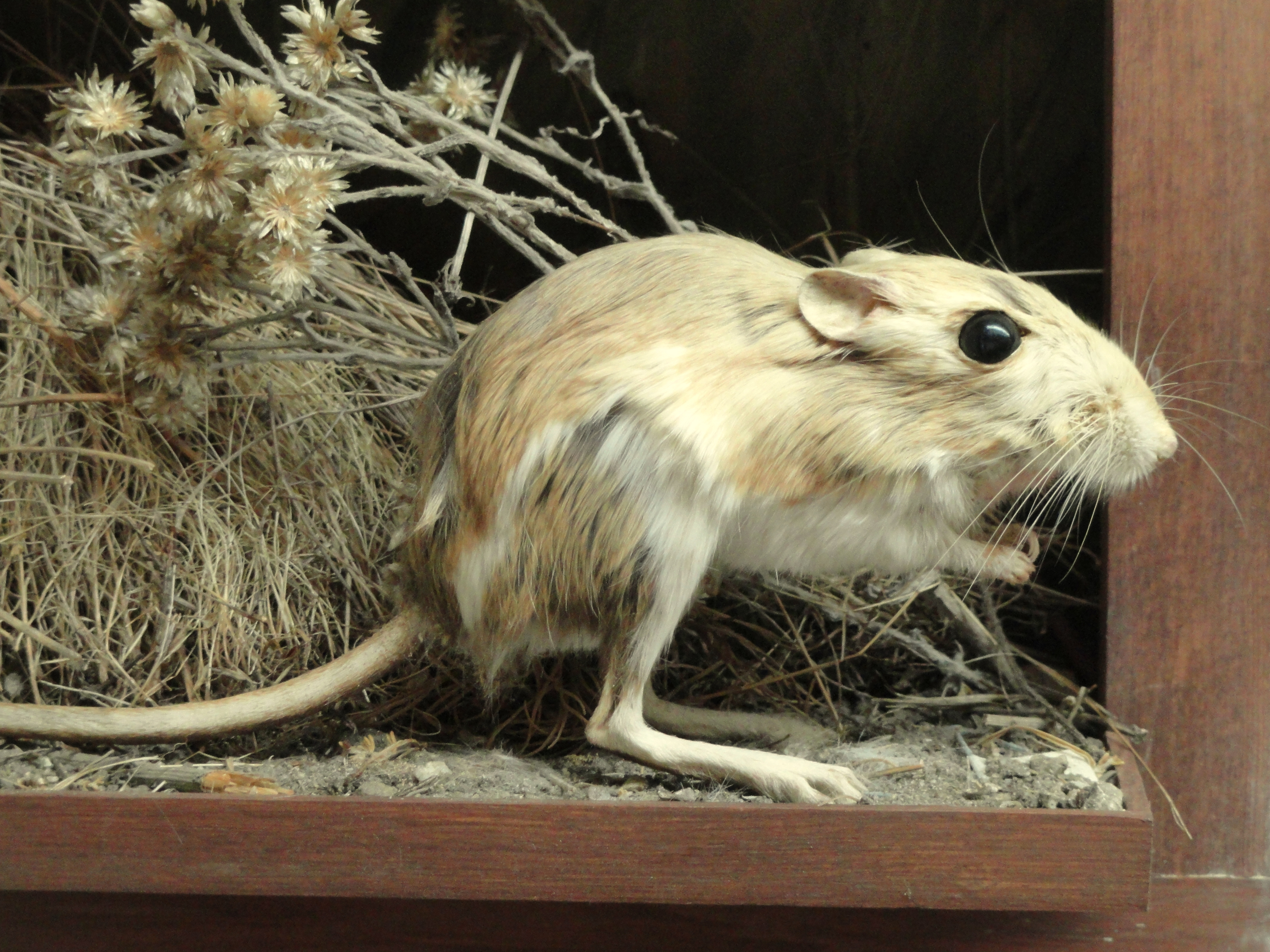